# Kleandridas
Kleandridas (altgriechisch Κλεανδρίδας Kleandrídas) lebte als Spartiate im 5. Jahrhundert v. Chr. im antiken Griechenland.

## Leben und Wirken
Er war der Vater des einflussreichen Gylippos. Polyainos widmet ihm ein kleines Kapitel in seinen Strategika über eine gescheiterte Eroberung von Terina, drei gewonnene Schlachten gegen Lukanien, seinen Feldzug gegen Tegea, wo er die Aristokraten wieder an die Macht brachte, und seine Beratertätigkeit für Thurioi. Als militärischer Ratgeber zog er mit dem jüngeren Pleistoanax 446 v. Chr. gegen Athen. Er wurde von Sparta zusammen mit Pleistoanax wegen des Friedensschlusses mit Perikles der Bestechung durch die Athener angeklagt und zum Tode verurteilt, konnte aber fliehen und verbrachte den Rest seines Lebens im 444/443 neu gegründeten unteritalischen Thurioi.

## Mögliche Homonymität
Es gibt vielleicht noch einen weiteren Kleandridas, doch ist dies Spekulation. Wenn es ihn gab, war er ebenfalls ein Spartiate, möglicherweise ein Sohn des Gylippos, also ein Nachkomme des Kleandridas oben, dann lebte er im 4. Jahrhundert v. Chr. und beteiligte sich, aus Sparta verbannt, an der Schlacht bei Leuktra 371 v. Chr. auf der Seite der Thebaner gegen die Spartaner. Sonst nicht weiter bekannt, ist sein Name unsicher; bei Diodor heißt er vielleicht irrtümlich Leandrias.